# ساعة الذروة 2 (فلم)
ساعة الذروة 2 (بالإنجليزية: Rush Hour 2) هو فيلم حركة تم إنتاجه في الصين والولايات المتحدة سنة 2001. الفيلم من إخراج بريت راتنر.

## بطولة
- جاكي شان
- كريس تاكر
- جون لون
- ألان كينغ
- زانج زيي

## الميزانية والإيرادات
بلغت تكلفة إنتاج الفيلم حوالي 90 مليون دولار بينما حقق أرباحا تقدر بـ 347,325,802 دولار.

## الجوائز
حصد الفيلم العديد من الجوائز وترشح لجوائز أخرى عديدة.

## وصلات خارجية
- مقالات تستعمل روابط فنية بلا صلة مع ويكي بيانات